# Santiago Socino
Santiago Socino (Buenos Aires, 7 de mayo de 1992) es un jugador argentino de rugby que se desempeña como hooker en Jaguares de la Super Rugby. Es hermano de Juan Pablo Socino.

## Trayectoria
Santiago Socino comenzó su carrera en Los Matreros. Más tarde, fue contratado por el club inglés Hull Ionians. Luego de ganar el título de la National League 2, Socino, fue fichado por el equipo juvenil de Newcastle Falcons en 2015. Jugó gran parte de la temporada 2015/16 cedido en el Darlington Mowden Park de la National League 1, donde fue nombrado mejor jugador de la temporada. Hizo su debut en el equipo de Falcons durante la temporada 2016-17 en un empate por la Copa Anglo-Welsh ante Saracens. En este duelo disputado en el Allianz Park, marcó un try.
Hasta la temporada 2017-18 siguió en los equipos formativos del club. Al obtener la residencia oficial inglesa. Socino pudo debutar con Falcons, disputar alrededor de tres partidos en la Premiership, siendo suplente en ocho ocasiones, y anotando un try en condición de visitante ante Wasps.
Firmó contrato con Gloucester, Inglaterra hasta 2021. En el mes de noviembre de 2020 estando disputando la copa de Tres Naciones en Australia.
Durante 2020 protagonizó, conjuntamente con Pablo Matera y Guido Petti un escándalo de nivel internacional cuando salieron a la luz algunos tuits de contenido racista cuando en junio de 2011 dijo que "No estoy a favor del apartheid pero podríamos empezar a diferenciar los colectivos comunes de los que hay negros con la cumbia en altavoz? " . La Unión Argentina de Rugby no tomó medidas ejemplificadoras con los dichos del jugador de los Pumas y poco tiempo después levantó las sanciones impuestas para que puedan continuar jugando el torneo .

## Clubes
| Club                   | País       |
| ---------------------- | ---------- |
| Los Matreros           | Argentina  |
| Hull Ionians           | Inglaterra |
| Newcastle Falcons      | Inglaterra |
| Darlington Mowden Park | Inglaterra |
| Newcastle Falcons      | Inglaterra |
| Jaguares               | Argentina  |
| Gloucester             | Inglaterra |